# Mesićův palác
Mesićův palác (chorvatsky Palača Mesić) je kulturní památka, palác v chorvatském hlavním městě Záhřebu. Je evidována v katalogu chorvatských kulturních památek pod číslem Z-990. Budova stojí na adrese Demeterova 3.
Dům, který nese název podle Nikoly Mesiće, vznikl v 18. století (nejspíše v jeho první polovině) přestavbou části záhřebských hradeb. Původně se zde také nacházela část dětského hřbitova; hroby byly přemístěny na záhřebský hlavní hřbitov Mirogoj. Na žádost některých rodičů nicméně několik náhrobků zůstalo a byly do budovy zabudovány. V 19. a 20. století byla patrová budova různě přestavována a upravována, než získala současnou podobu. O jednu z posledních úprav stavby se zasloužil Ignjat Fišer, který zde nechal zbudovat v 20. letech 20. století ateliér.
Dnes je v budově umístěna sbírka uměleckých předmětů Dušjin Ribarové, která čítá na 230 položek.